# N-乙烯基乙酰胺
N-乙烯基乙酰胺（NVA）是一种有机化合物，化学式为C4H7NO，它可用于合成高分子化合物。它可由乙醛肟和乙酸酐在亚硫酸氢钠的存在下、碘化亚铜催化下于1,2-二氯乙烷中反应得到。它经催化加氢可以得到N-乙基乙酰胺。